# Myzomela pulchella
Myzomela pulchella е вид птица от семейство Meliphagidae.

## Разпространение
Видът е разпространен в Папуа Нова Гвинея.